# Slaget vid Adua
Slaget vid Adua (ibland Adowa, Adwa eller Aduwa) utkämpades den 1 mars 1896 mellan Italien och Abessinien under det första italiensk-abessinska kriget. 1889 undertecknade italienarna Uccali fördraget med Negus Menelik, furste av Shoa. Den italienska versionen av den omtvistade artikel 17 i fördraget uppgav att kejsaren av Abessinien var skyldig att föra alla utrikesfrågor genom italienska myndigheter. Den amhariska versionen av artikeln förklarade emellertid att kejsaren har möjlighet att kommunicera med den italienska regeringens hjälp för alla frågor som han vill med Europas kungar om han ville. En tvist uppstod senare om tolkningen av de två versionerna av dokumentet. Den italienska regeringen beslutade om en militär lösning för att tvinga Abessinien att följa den italienska versionen av fördraget.  Därför började Crispi krig mot Abessinien. Den 25 mars 1895 gick italienska trupper över gränsen och besatte Adigrat. I september förklarade Menelik II formellt krig mot Italien. Etiopierna vann en mindre seger vid Amba Alagi den 8 december. Den 1 mars 1896 skingrades den italienska kolonialarmén på 2 0000 man under general Oreste Baratieri fullständigt av etiopierna i slaget vid Adwa. Genom freden i Addis Abeba den 26 oktober 1896 tvingades Italien avsäga sig kravet på protektorat över landet och dessutom betala krigsskadestånd. Abessinien förblev därmed det enda land i Afrika att behålla sin självständighet vid denna tidpunkt.
Nederlaget dämpade italienarnas koloniseringsiver för lång tid framåt. Det ledde också till Crispis fall. 

## Fotnoter
1. ↑  Enligt Pankhurst var etiopierna beväpnade med omkring 100 000 gevär, varav omkring hälften "snabbskjutande."[1]